# Minerva Reynosa
Minerva Reynosa Álvarez (Monterrey, Nuevo León; 1979) es una poeta y gestora cultural mexicana Su obra poética ha sido traducida al alemán, inglés, sueco, ruso y francés. Se ha presentado en congresos académicos y festivales de literatura en México, Cuba, Colombia, EE. UU., España, Francia, Alemania, Marruecos, Suecia, Rusia y Finlandia. Colabora con Benjamín Moreno en el proyecto de experimentación textual, visual y tecnológico Benerva!. Es docente en línea; consultora de literatura del Instituto Municipal de Arte, Cultura y Recreación de Irapuato, con las actividades Círculo de Lectura Virtual y Open Mic, dentro del programa #EnIrapuatoSíLeemos; del Seminario de Cultura Mexicana Irapuato y gestora de distintos proyectos de sensibilización de la poesía. 

## Biografía
Nació en la ciudad de Monterrey, en el seno de una familia de clase media. Comenzó a escribir desde niña canciones y en la secundaria vendía cartas de amor para sus compañeros. Cursó la carrera de Letras Españolas en la Universidad Autónoma de Nuevo León y ahí comenzó a escribir poesía gracias a la inspiración y guía de Minerva Margarita Villarreal. En esa época formó parte del consejo editorial de la Revista Cigarros (1998-1999) y Transfer (2000-2001).  
Como universitaria ganó el segundo lugar el Concurso de Poesía Unicornio 1999, otorgado por FFYL UANL y en el tercer lugar en el Certamen de Literatura Joven Universitaria de la Universidad Autónoma de Nuevo León 2000. En 2001 conoció a Óscar David López Cabello y Gabriela Torres Olivares y con ellos integró el proyecto de Harakiri Plaquettes, que editará a jóvenes escritores regiomontanos. En 2003 le otorgaron la beca del Centro de Escritores de Nuevo León en poesía, tendiendo como tutora a la escritora Dulce María González. El mismo año publicó su primer libro "Una infancia necia" en Harakiri Plaquettes. Del 2005 al 2007 coorganizó con Gabiela Torres y Óscar David el Encuentro de Escritores Jóvenes del Norte, auspiciado por el Consejo para la Cultura y las Artes de Nuevo León. Tal encuentro en 2007 agregó no solo escritores jóvenes del norte de México sino también del sur de Estados Unidos. En 2005 le otorgaron la beca PNP del Conacyt para estudiar el doctorado en Ciencias Humanas con especialidad en Estudio de las Tradiciones en El Colegio de Michoacán A. C. y se mudó a Zamora, Michoacán. Ahí investigó la obra poética de Gerardo Deniz bajo la asesoría de Herón Pérez Martínez. En 2006 recibió el Premio Regional Carmen Alardín por su libro "Emötoma". En 2007 se publicó "Emótoma" por el desaparecido FORCA Noreste y "La íntima de las cosas" en Mantis Editores y Gobierno del Estado de Jalisco. En 2009 se mudó a Los Ángeles, California como estudiante visitante del Departamento de Español y Portugués de la Universidad de California en Los Ángeles, por una beca mixta del Conacyt. En 2011 presentó la exposición "Saludos a Gagarin" junto con Jésica López en el Museo de Arte Moderno de Moscú con motivo de la celebración de los 50 años de que el cosmonauta fuera enviado al espacio. Ese año se mudó a la ciudad de Querétaro y se publicó "Atardecer en os suburbios" en el Fondo Editorial Tierra Adentro de CONACULTA. Del 2011 al 2015 fue curadora y organizadora del festival internacional de literatura e interdisciplina "Los Límites del Lenguaje" en Monterrey, auspiciado por el Consejo Para la Cultura y las Artes de Nuevo León y CONACULTA. En "Los Límites del Lenguaje" conoció a Benjamín Moreno, con quien creó el proyecto textual, visual y tecnológico Benerva!. 
En 2012 curó y organizó junto con la Embajada de México en la Federación de Rusia el festival "Los Límites del Lenguaje" en el Instituto Cervantes de Moscú. Ese mismo año se publicó "Fotogramas de mi corazón conceptual absolutamente ciego", editado por el Consejo Estatal para la Cultura y las Artes de Nuevo León y El Tucán de Virginia. También se mudó a Providence, Rhode Island donde participó activamente de la vida cultural de Brown University. En 2015 se publicó "Mammut" una app de poesía en videojuego desarrollado por Benjamín Moreno, dentro del proyecto de Concretoons Cartuchera para descarga gratuita en iOS. En 2016 se publicó "Photograms of My Conceptual Heart  Absolutely Blind" en la traducción de Stalina Villarreal, editado por Cardboard House Press. Desde ese año vivó en el estado de Guanajuato, donde participó activamente de la vida cultural de la zona, colaborando con el instituto Municipal de Arte Cultura y Recreación en el área de literatura y el Seminario de Cultura Mexicana de Irapuato. En 2018 se publicaron "Mammut & Jinba-Itai" y "Larga oda para la salvación de Osvaldo" junto con Sergio Ernesto Ríos, ambos libros editados por la Universidad Autónoma de Nuevo León. En 2020 le otorgaron el Premio Nacional de Poesía "Clemencia Isaura" por su libro "iremos que te pienso entre las filas y el olfato pobre de un paisaje con borrachos o ahorcados", editado el mismo año por el Consejo Estatal para la Cultura y las Artes de Nuevo León y filodecaballos. 

## Obra
- Una infanta necia (2003)[7][8]
- Emötoma (2007).
- La íntima de las cosas (2007).
- Atardecer en los suburbios (2011).[9]
- Fotogramas de mi corazón conceptual absolutamente ciego (2012)[10]
- Mammut (app. de videojuegos, 2015)[11]
- Photograms of My Conceptual Heart  Absolutely Blind, traducción Stalina Villarrea (2016).[12]
- Mammut & Jinba-Itai (2018).
- Larga oda a la salvación de Osvaldo (2018).
- iremos que te pienso entre las filas y el olfato pobre de un paisaje con borrachos o ahorcados (2020).

## Premios
- Certamen Regional de Poesía "Carmen Alardín" (2006).
- Premio Nacional de Poesía "Clemencia Isaura" (2020).